# Fürsteneck
Fürsteneck ist eine Gemeinde und ein Pfarrdorf im niederbayerischen Landkreis Freyung-Grafenau. Sitz der Gemeindeverwaltung ist Atzldorf. Die Gemeinde ist Mitglied der Verwaltungsgemeinschaft Perlesreut.

## Geografie

### Geografische Lage
Die Gemeinde liegt in der Region Donau-Wald im südlichen Bayerischen Wald zwischen den Tälern der Ilz und der Wolfsteiner Ohe. Fürsteneck bildet die südlichste Gemeinde im Landkreis und grenzt direkt an den Landkreis Passau. Fürsteneck ist von eingeschnittenen Tälern umgeben. Nach Passau beträgt die Entfernung 22 km, nach Waldkirchen 15 km, nach Freyung 18 km, nach Grafenau 20 km und zur Bundesautobahn 3 (Anschlussstelle Aicha vorm Wald) 23 km.

### Nachbargemeinden
- Witzmannsberg
- Perlesreut
- Röhrnbach
- Hutthurm

### Gemeindegliederung
Es gibt 13 Gemeindeteile (in Klammern ist der Siedlungstyp angegeben):
- Anzerreut (Weiler)
- Aschberg (Weiler)
- Atzldorf (Dorf)
- Dürnberg (Einöde)
- Fürsteneck (Pfarrdorf)
- Hochwegen (Dorf)
- Loizersdorf (Dorf)
- Ohbruck (Weiler)
- Plattenhof (Weiler)
- Schnürring (Dorf)
- Schrottenbaummühle (Einöde)
- Simpoln (Weiler)
- Wiesmühle (Weiler)

## Geschichte

### Von der Burg zur Gemeinde
Um 1190 wurde von dem Passauer Fürstbischof Wolfger von Erla in Fürsteneck eine Burg als Grenzbefestigung gegen die bayerischen Herzöge errichtet. Fürsteneck als Sitz eines Pfleggerichtes des Hochstiftes Passau wurde 1703 Schauplatz eines Hexenprozesses. Fürsteneck wurde 1803 mit dem größten Teil des Passauer Gebietes zugunsten des Kurfürstentums Salzburg von Ferdinand III. von Toskana säkularisiert und fiel 1805 an Bayern. Mit der Bildung der Gemeinden im Jahre 1818 auf Grund des zweiten bayerischen Gemeindeedikts vom 17. Mai 1818 wurde die Gemeinde Fürsteneck gebildet. Sie umfasste neben Fürsteneck die Orte Anzerreut, Aschberg, Atzldorf, Dorf, Dürnberg, Hochwegen, Loizersdorf, Ohbruck, Plattenhof, Schnürring, Schrottenbaummühle, Simpoln und Wiesmühle.
Kirchlich wurde Fürsteneck 1937 Expositur und 1960 selbständige Pfarrei, die seit 1978 dem Pfarrverband Perlesreut angehört.
Die Verwaltungsgemeinschaft Perlesreut wurde zum 1. Mai 1978 aus den Gemeinden Fürsteneck, Perlesreut und Ringelai gebildet. Zum 1. Januar 1994 wurde die Gemeinde Ringelai aus der Verwaltungsgemeinschaft entlassen.

### Verhinderung einer Behindertenwohnstätte
Bundesweite Aufmerksamkeit unter dem Titel „Jagdszenen in Niederbayern“ erlangte der Weiler Aumühle ein Gemeindeteil von Hutthurm im Markt Hutthurm

### Einwohnerentwicklung
Zwischen 1988 und 2018 wuchs die Gemeinde von 828 auf 866 um 38 Einwohner bzw. um 4,6 %.
| Jahr      | 1961 | 1970 | 1987 | 1991 | 1995 | 2000 | 2005 | 2010 | 2015 | 2020 |
| --------- | ---- | ---- | ---- | ---- | ---- | ---- | ---- | ---- | ---- | ---- |
| Einwohner | 0694 | 0771 | 0813 | 0954 | 0983 | 0992 | 0999 | 0942 | 0882 | 0842 |

## Politik

### Gemeinderat
Der Gemeinderat setzt sich aus 8 Mitgliedern zusammen. Die vergangenen Kommunalwahlen ergaben folgende Sitzverteilungen:
| Partei/Liste | 2020 | 2020  | 2014 | 2014  |
| Partei/Liste | %    | Sitze | %    | Sitze |
| ------------ | ---- | ----- | ---- | ----- |
| CSU          | 54,6 | 4     | 47,8 | 4     |
| FWG          | 45,4 | 4     | 52,2 | 4     |

### Bürgermeister
Ehrenamtlicher Erster Bürgermeister ist Alexander Pieringer (CSU).
Er ist seit 1. Mai 2020 Nachfolger von Heinz Binder (CSU), der 2014 ohne Gegenkandidat mit 86,9 % der gültigen Stimmen gewählt wurde.

### Wappen
| Wappen von Fürsteneck | Blasonierung: „In Silber unter erhöhtem, verkürztem grünen Wellengöpel auf grünem Dreiberg ein roter Zinnenturm.“ |
| Wappen von Fürsteneck | Wappenbegründung: Der Wellengöpel, ein heraldisches Flusssymbol, und der Dreiberg versinnbildlichen die Lage der Gemeinde an den Flüssen Ilz, Wolfsteiner und Schönberger Ohe in den Vorbergen des Bayerischen Waldes. Der Zinnenturm verweist auf die das Ortsbild prägende, frühestens um 1200 erbaute Burganlage, die seit dem ausgehenden 13. und im 14. Jahrhundert Sitz der Burggrafen von Fürsteneck war. In der Tingierung wurden die Farben des Hochstifts Passau, Silber und Rot, aufgenommen; sie unterstreichen die enge historische Verbindung dorthin. Dieses Wappen wird seit 1979 geführt. |

## Kultur und Sehenswürdigkeiten
- „Fürstenecker Barockfestspiele“

### Schloss Fürsteneck

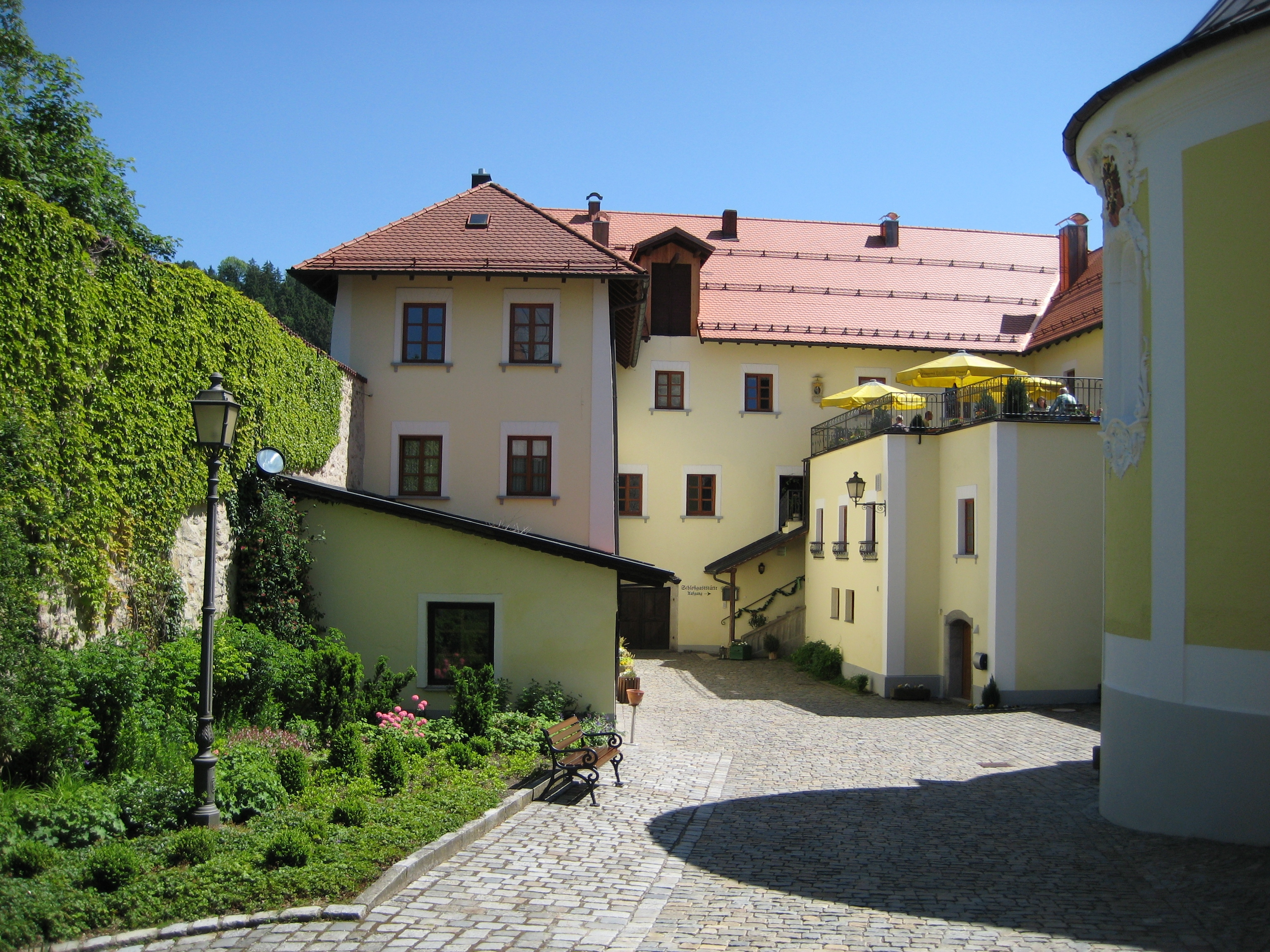
Innenhof

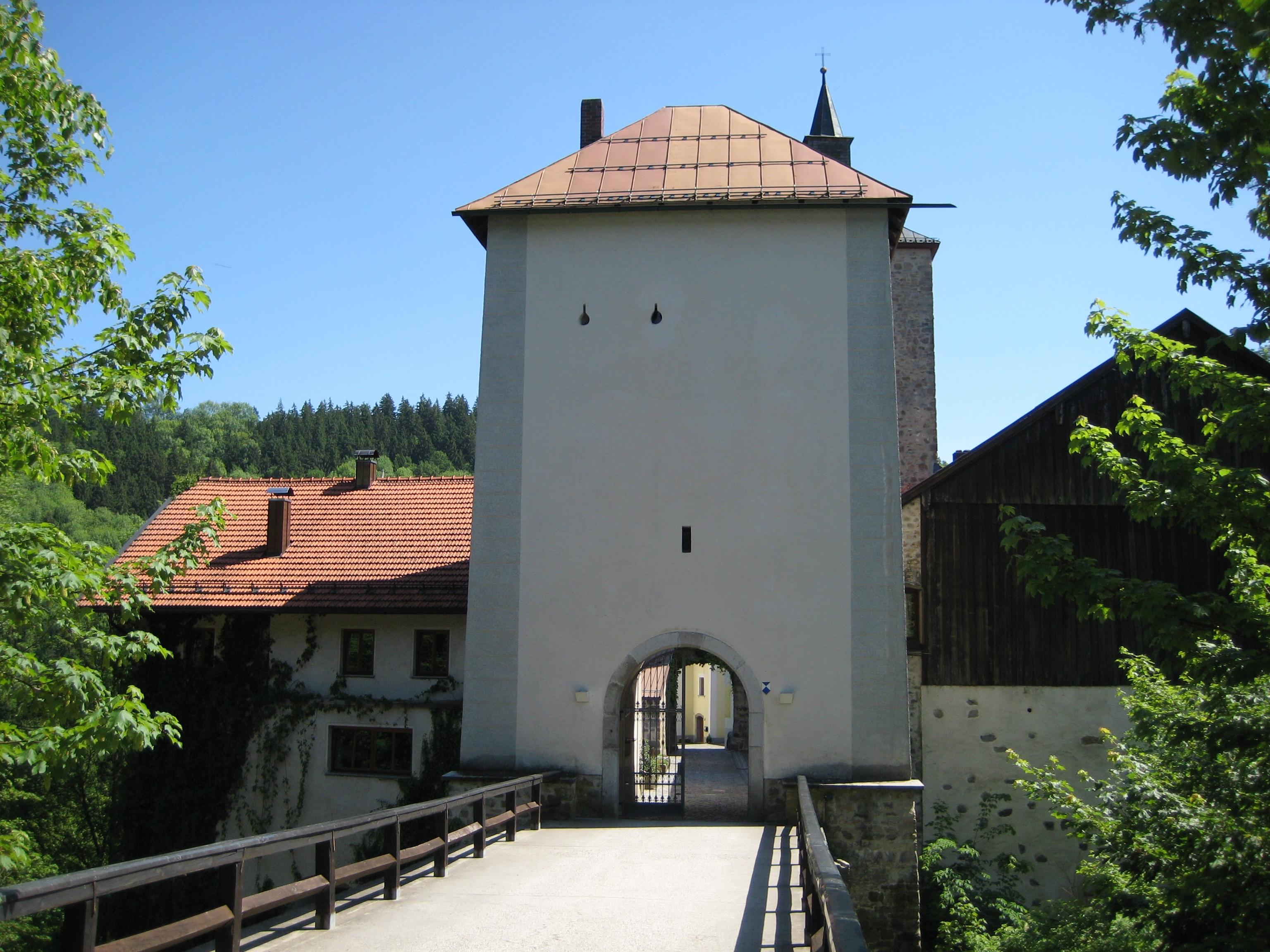
Portal

Das Schloss Fürsteneck wurde um 1190 von dem Passauer Fürstbischof Wolfger von Erla als Grenzbefestigung gegen die bayerischen Herzöge errichtet. 1570 fand unter Fürstbischof Urban von Trennbach eine Renovierung statt. 1745 entstand unter Kardinal Joseph Dominikus von Lamberg die Schlosskapelle. 1803 fiel das Schloss an den bayerischen Staat und 1814 wurde es an einen ehemaligen Mönch verkauft. Heute beherbergt das Schloss einen Landgasthof mit Restaurant und Übernachtungsmöglichkeiten.

## Wirtschaft und Infrastruktur

### Wirtschaft einschließlich Land- und Forstwirtschaft
Es gab im Jahr 2020 nach der amtlichen Statistik im produzierenden Gewerbe 29 und im Bereich Handel und Verkehr 34 sozialversicherungspflichtig Beschäftigte am Arbeitsort. In sonstigen Wirtschaftsbereichen waren am Arbeitsort 28 Personen sozialversicherungspflichtig beschäftigt. Sozialversicherungspflichtig Beschäftigte am Wohnort gab es insgesamt 393. Im verarbeitenden Gewerbe gab es keine, im Bauhauptgewerbe zwei Betriebe. Zudem bestanden im Jahr 2016 16 landwirtschaftliche Betriebe mit einer landwirtschaftlich genutzten Fläche von 428 ha, davon waren 303 ha Dauergrünfläche.

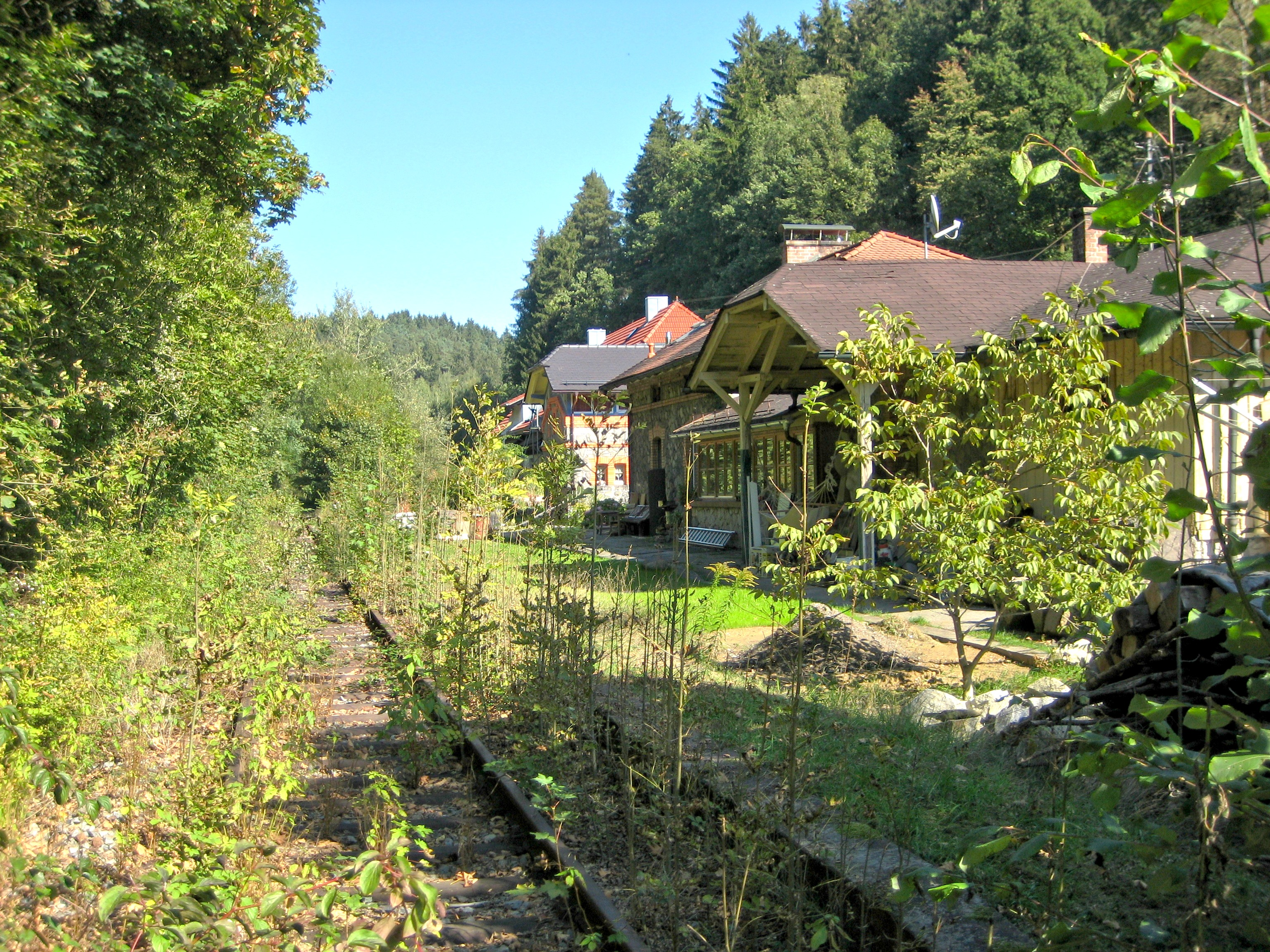
Der Bahnhof Fürsteneck

### Verkehr
Fürsteneck hat seit 1890 mit der gleichnamigen, aber auf dem Gemeindegebiet Hutthurms liegenden Haltestelle der Bahnstrecke Passau–Freyung Anschluss an das Eisenbahnnetz. Diese Bahnstrecke wurde jedoch seit 2002 nicht mehr befahren.
Im Jahr 2009 begann die Reaktivierung der Strecke durch die Ilztalbahn, unterstützt durch den Förderverein Ilztalbahn e. V.
Seit dem 12. September 2010 ist die Teilstrecke Waldkirchen – Freyung wieder in Betrieb.
Am 16. Juli 2011 wurde der Bahnverkehr im Rahmen des Freizeitverkehrsprojektes Donau-Moldau wieder an Samstagen, Sonntagen und Feiertagen im Sommerhalbjahr und zu Sonderfahrten ganzjährig aufgenommen.

### Bildung
Derzeit gibt es einen Kindergarten in der Gemeinde Fürsteneck (Stand 2021).
Der Kindergarten St. Christophorus ist ein eingruppiger, caritativer Kindergarten, in dem sechs Personen zur Betreuung beschäftigt sind. 2021 wurden insgesamt 41 Kinder dort betreut. Erbaut und eröffnet wurde der Kindergarten im Jahr 1993. Der Kindergarten St. Christophorus verfolgt die Reggio-Pädagogik und ist einer der ersten Kindergärten in der Region, der entsprechend dieser Pädagogik zertifiziert wurde.

### Sport
Die DJK Fürsteneck ist der örtliche Sportverein mit den Sparten Fußball, Eisstockschießen, Gymnastik, Laufen und Tanz. Die Fußballabteilung spielt in der Kreisliga Bayerwald. Die Sparte Laufen tritt als Laufwölfe Fürsteneck auf und ist in vielen verschiedenen Wettkämpfen im bayerischen und österreichischen Raum vertreten. Die Sparte Tanz ist lediglich für Kinder und Jugendliche ausgerichtet. Gymnastik beinhaltet verschiedene Kurse und wird für jedes Alter angeboten.

## Söhne und Töchter der Gemeinde
- Josef Fruth (1910–1994), Maler, Graphiker und Schriftsteller